# Trichocottus brashnikovi
Trichocottus brashnikovi és una espècie de peix pertanyent a la família dels còtids i l'única del gènere Trichocottus.

## Descripció
- Fa 22,5 cm de llargària màxima.[3][4]

## Hàbitat
És un peix marí, demersal i de clima polar que viu entre 7 i 87 m de fondària.

## Distribució geogràfica
Es troba a Alaska.

## Observacions
És inofensiu per als humans.